# Nilton Kucker
Nilton Kucker (Itajaí, 25 de fevereiro de 1924 — Balneário Camboriú, 17 de fevereiro de 2009) foi um político brasileiro. Foi vereador e prefeito de Itajaí, bem como deputado estadual de Santa Catarina.
Filho de Rodolfo Augusto Kucker e de Ana Maria Muller Kucker. Aos sete anos de idade mudou-se para Blumenau, onde conseguiu o primeiro trabalho na casa do ex-prefeito blumenauense Hercílio Deeke, como bombador de água.
Em Blumenau trabalhou como contínuo na Celesc, onde alcançou o cargo de chefe de departamento comercial. De volta a Itajaí, foi um dos responsáveis pela construção do Colégio Salesiano e da Univali. Ingressou na política graças ao amigo Jorge Lacerda e, em 1953 elegeu-se vereador.
Em 1972 concorreu ao cargo de vice-prefeito. Foi elevado ao cargo de prefeito quando o então chefe do executivo itajaiense, Amilcar Gazaniga, elegeu-se deputado estadual. 
Foi deputado à Assembleia Legislativa de Santa Catarina na 5ª legislatura (1963 — 1967), na 6ª legislatura (1967 — 1971), e na 7ª legislatura (1971 — 1975), como suplente convocado.
Nilton Kucker faleceu em decorrência de falência múltipla de órgãos, às vésperas de completar 85 anos, em Balneário Camboriú.